# 神ってる
神ってる（かみってる）は、物事の状態を表す言葉。

## 概要
2008年に大修館書店によって行われた新語キャンペーンでは「神」がベストテンに表れた。その後である2009年、2010年、2011年には「神」「神る」「神」がランキングしていた。このことからこの時期には既に神ってるは多用されていたであろうと大修館書店は見る。マイナビによると流行語となる以前から「神ゲー」「神対応」「神演技」などと共に、何かを褒め称えたいときに「神ってる」のような言葉が使われていた。このため比較的早い段階から「神ってる」という言葉は存在していたと見られる。この言葉が世に広まるきっかけとなったのは、2016年に広島東洋カープの鈴木誠也が2試合連続ホームランを打ったことを、当時の監督が神ってると評したことからである。この年には広島東洋カープが25年ぶりにリーグ優勝をしたことからも神ってるという言葉はメディアでも多数取り上げられ、流行語大賞を受賞するほどにまで広まって行った。
2016年の出雲全日本大学選抜駅伝では、青山学院大学の原晋監督は今回の作戦を「神ってるぞ　青山大作戦」と命名していた。出雲は神の国といわれているため、これをかけることでこの作戦名が命名された。
2017年1月3日にはテレビ東京で松井秀喜を解説するテレビ番組が放送されたのだが、これのタイトルは『神ってる！野球伝説55 ～教えて松井秀喜先生～』であった。
2017年2月11日にはTBSで『神ってる！有吉大明神～神ってるアレの理由を大公開！～』というタイトルのテレビ番組が放送される。
2017年2月24日にはフジテレビで『さまぁ～ずの神ギ問 そもそも神ってる2時間SP』というタイトルのテレビ番組が放送される。
2021年10月14日にはNHKで『シェア旅 神ってる!島根の魅力が大集合』というタイトルのテレビ番組が放送される。
『おじゃる丸』の第20シリーズ第50話は、『神ってる 貧ちゃん』という貧乏神が出てくる話であった。
『かぐや様は告らせたい〜天才たちの恋愛頭脳戦〜』では、男女の一線を越えた関係のことを神ってると表現している。